# Il mio nome è la dignità
Il mio nome è la dignità è un singolo del gruppo musicale italiano GHOST, pubblicato il 16 aprile 2021 dall'etichetta Il Soffio del Vento.

## Video musicale
Il lyric video ufficiale è stato pubblicato contestualmente all'uscita del singolo sul canale YouTube del gruppo.
Successivamente, il 13 maggio 2021, La RepubblicaXL  anticipa l'anteprima del nuovo video ufficiale girato interamente a Roma e pubblicato sul canale della band YouTube il giorno 14 maggio 2021.

## Tracce
Download digitale
1. Il mio nome è la dignità - 3:18